# Les Casernes
Pour les articles homonymes, voir Caserne.
Les Casernes sont un lieu-dit de l'île de La Réunion, département d'outre-mer français dans le sud-ouest de l'océan Indien. Il constitue un quartier de la commune de Saint-Pierre situé directement au nord-nord-est du centre-ville.

## Description
Le quartier s'est constitué autour de l'ancienne usine, et accueille notamment le temple des Casernes, un temple hindou. Petit quartier, les maisons traditionnelles côtoient les logements sociaux et les résidences, ainsi que plusieurs services de l’État.

## Histoire
Le 14 janvier 1827, Gabriel Le Coat de Kerveguen hérite à 27 ans d'une centaine d’esclaves, de 330 hectares de champs cultivés en cannes à sucre et en épices (dont le domaine des Casernes à Saint-Pierre), et d'une fortune de plus de 1,2 million de livres.

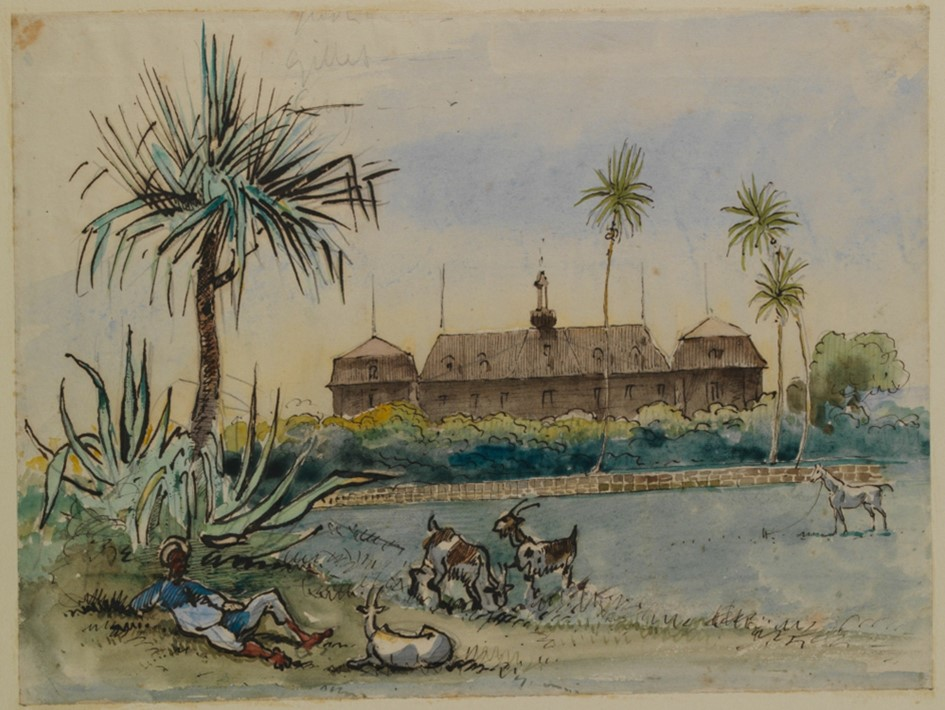
Le château des Casernes en 1861, construit pour le richissime planteur esclavagiste Gabriel Le Coat de Kerveguen. Il sera rasé dans les années 1930.

L'année de son mariage avec la riche héritière créole Anne-Marguerite-Zacharine Chaulmet, âgée de 15 ans, Kerveguen se fait bâtir en 1831, dans son domaine des Casernes, une nouvelle et vaste demeure, selon des plans dessinés de sa propre main. Judicieusement placé sur les hauteurs de Saint-Pierre, le « château des Casernes » est une splendide maison à étage, composée d’un grand corps de logis et de quatre pavillons attenants, le tout en pierres de taille.
En 1848, la Deuxième République abolit définitivement l'esclavage. Toutefois, cet affranchissement généralisé des esclaves s'accompagne de l'indemnisation des propriétaires esclavagistes par le contribuable français. Kerveguen, qui avait anticipé cette abolition et son indemnité versée par l'État, commence dès le début des années 1840, par racheter à bas prix leurs esclaves aux plus petits propriétaires. Alors qu'en 1830 il possédait 104 esclaves, il en déclarera ainsi plus de 1 000 en 1840, et près de 1 500 en 1848. Lorsqu’il n’en a pas l’utilité, il loue leur force de travail à d’autres planteurs.
Bien qu'obligé de signer un contrat de travail chez leur ancien maître devenu leur patron, faute de quoi ils seraient réputés vagabonds et jetés en prison, les anciens esclaves quittent massivement les plantations (« habitations »). Afin de compenser le manque de main-d’œuvre, Kerveguen a massivement recours à l'engagisme (importation de travailleurs précaires). En quelques années, le nombre d'ouvriers dont il dispose double, atteignant les 3 200 en 1857 (dont 487 aux Casernes, 397 au Tampon, 269 à Langevin et 259 sur la propriété voisine de Vincendo). Cela fait de lui le premier employeur de l’île.

## Quelques chiffres
- 150 logements sociaux environ
- 1 Centre de Formation d'Apprentis
- 1 centre A.F.P.A. (Association pour la formation professionnelle des adultes)
- 1 cercle Mess du 2e régiment parachutiste d'infanterie de marine
- 1 centre commercial Auchan
- 1 balance (pour peser la canne avant son départ à l'usine)
- 1 terrain de sport en synthétique
- 1 école
- 1 temple hindouiste
- Les services techniques de la mairie

## Photos

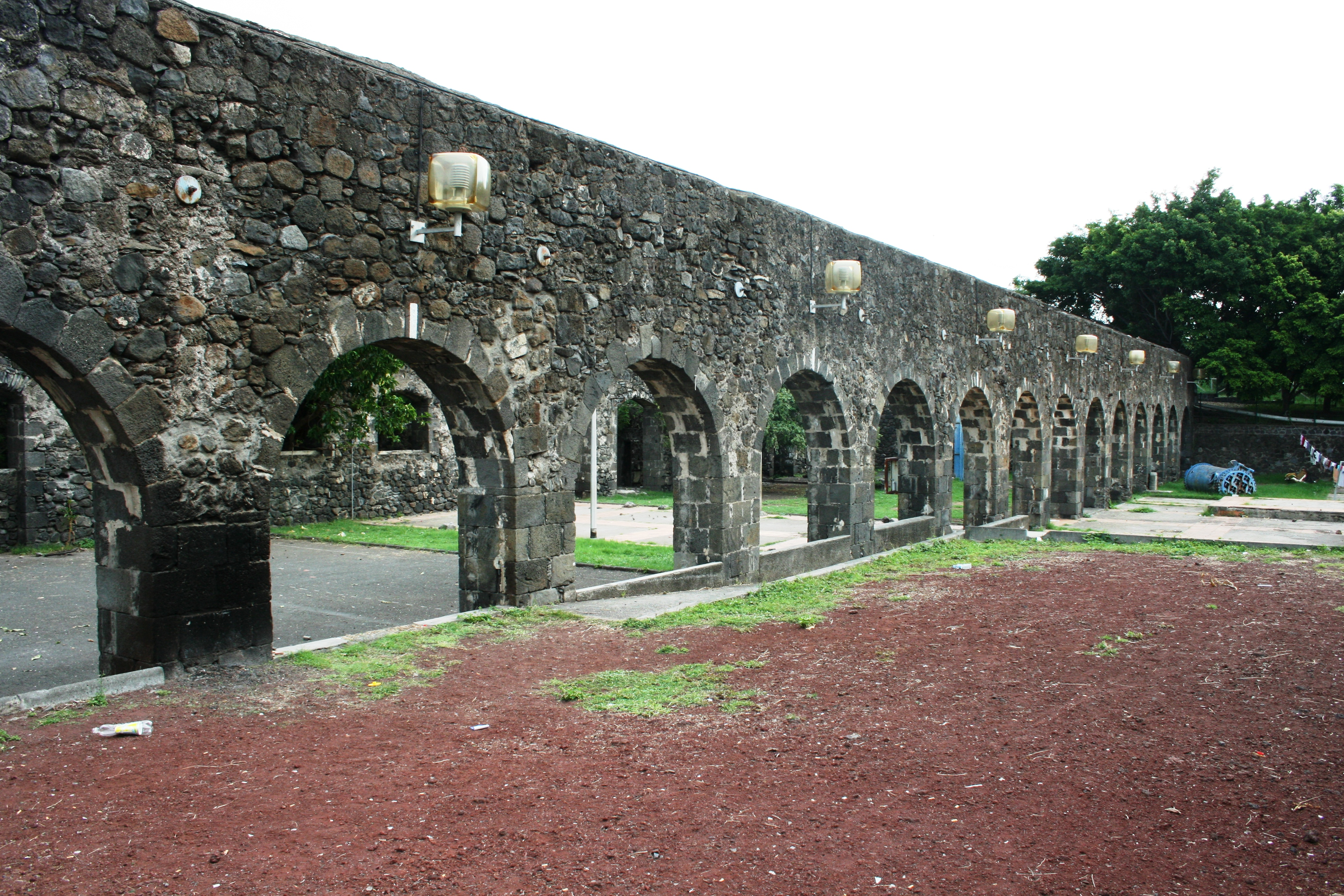
Vue des ruines de l'ancienne usine sucrière.
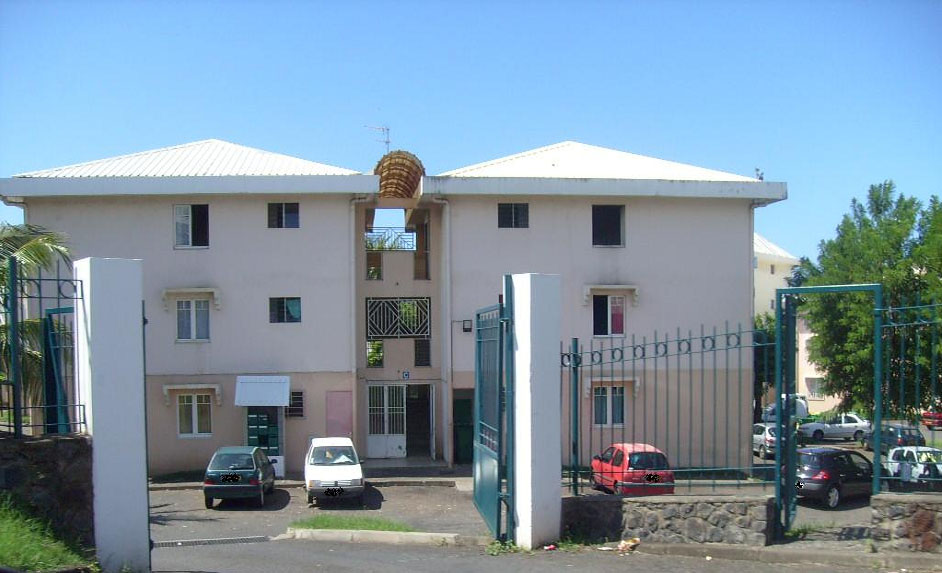
Logements sociaux.
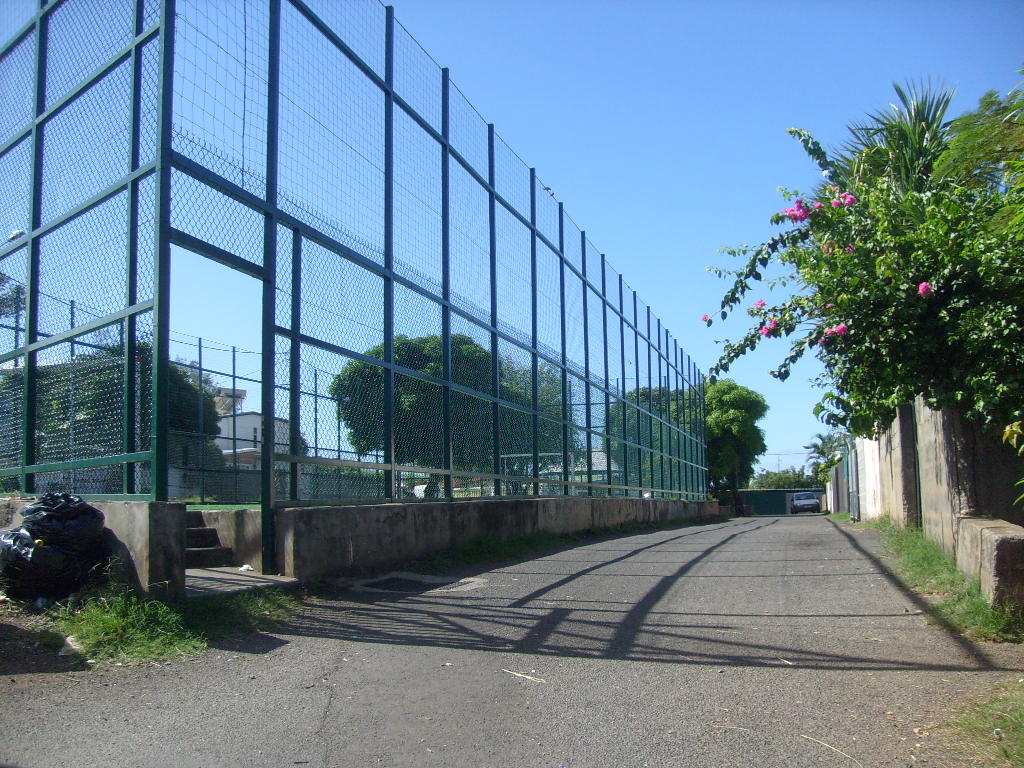
Terrain synthétique.
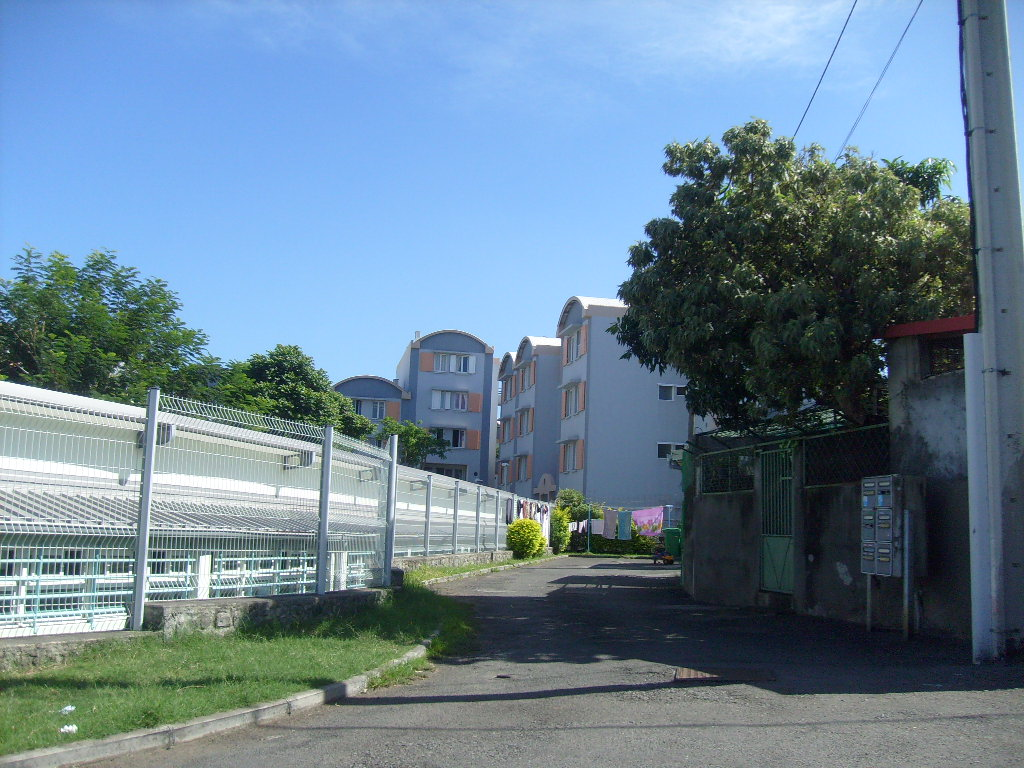
Logements.